# Sadistische persoonlijkheidsstoornis
De sadistische persoonlijkheidsstoornis is een zeldzame persoonlijkheidsstoornis die zich kenmerkt door sadisme. De stoornis was opgenomen in de DSM-III-R en was ingedeeld bij het niet gespecificeerde cluster. In de herziene DSM-5 is de stoornis niet opgenomen en kan daarom alleen nog worden geclassificeerd als een persoonlijkheidsstoornis niet anderszins omschreven.

## Definitie
Sadisme gaat om het verkrijgen van plezier van het zien van anderen die ongemak of pijn ondergaan of het beleven van plezier aan het plegen van sadistische handelingen. Sadistische persoonlijkheden hebben de neiging om herhaaldelijk agressief en wreed gedrag te vertonen, al dan niet in combinatie met emotionele wreedheid, doelbewuste manipulatie van anderen en een preoccupatie met geweld.

## Criteria
De DSM-III-criteria voor de diagnose SPS zijn hieronder weergegeven:
A. Een diepgaand patroon van wreed, agressief en vernederend gedrag dat begint in de vroege volwassenheid, en gekenmerkt door het herhaaldelijk optreden van minimaal 4 van de volgende kenmerken:
- De persoon heeft gebruikgemaakt van fysiek geweld of emotionele wreedheid jegens mens of dier
- De persoon heeft andere mensen vernederd, al dan niet in het bijzijn van anderen
- De persoon heeft iemand onnodig hardhandig behandeld in een positie van macht (bijvoorbeeld een kind, gevangene, student, patiënt of dieren)
- De persoon beleeft plezier aan of wordt geamuseerd door de fysieke of psychische pijn van anderen
- De persoon heeft gelogen over de veroorzaakte schade jegens anderen
- De persoon maakt gebruik van intimidatie om andere mensen dingen te laten doen die hij of zij wil dat ze doen
- De persoon beperkt de autonomie van mensen waarmee hij of zij een relatie heeft
- De persoon heeft een fascinatie richting geweld, vechtsporten, wapens, verwondingen of foltering

1. De gedragspatronen onder A zijn niet gericht op één persoon en is geen onderdeel van seksueel sadisme.
2. Het gedrag is niet te wijten aan drugs, medicatie of een medische aandoening, bijvoorbeeld een hersenletsel.
3. De stoornis veroorzaakt ernstige problemen in het beroepsmatig of sociaal functioneren.

## Voorkomen
De sadistische persoonlijkheidsstoornis werd vaak gevonden bij niet-psychopathische individuen waarbij er meestal sprake was van alcoholmisbruik en een antisociale gedragsstoornis in de vroege kinderjaren of adolescentie. De aandoening is vrij ongebruikelijk en het is onbekend of de stoornis vaker voorkomt bij mannen of bij vrouwen of in bepaalde families. Ongunstige ervaringen in de kindertijd of in de vroege fasen van de seksuele ontwikkeling kunnen het risico op het ontwikkelen van de sadistische persoonlijkheidsstoornis sterk doen toenemen. Mogelijk spelen ook biologische factoren een rol.

## Behandeling
De sadistische persoonlijkheidsstoornis kan het beste behandeld worden door een klinisch psycholoog of een psychiater. Medicatie kan werkzaam zijn wanneer er ook sprake is van depressiviteit of angst. Zelfonderzoek en psycho-educatie kunnen de behandeling bevorderen.

## Verdwijning uit DSM
In 1987 werd de sadistische persoonlijkheidsstoornis in de DSM-III-R opgenomen om verder onderzoek en klinische studie te vergemakkelijken, maar de DSM-IV Werkgroep Persoonlijkheidsstoornissen verwierp het idee van Theodore Millon om dit te doen en zo verdween de diagnose bij de introductie van de DSM-IV.